# Afer Guillaume

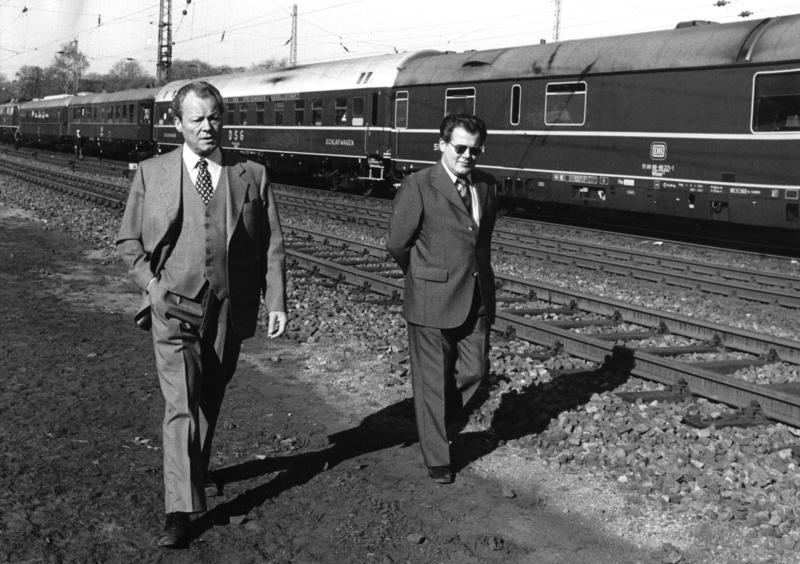
Willy Brandt (esquerra) passejant amb el seu assistent Günter Guillaume (dreta) l'abril de 1974

El cas Guillaume (en alemany Guillaume-Affäre) va ser un cas d'espionatge dut a terme per l'agent de l'Stasi Günter Guillaume, infiltrat com a secretari personal del canceller d'Alemanya Occidental Willy Brandt. Guillaume va treballar per al Ministeri de Seguretat de l'Estat o Stasi de la República Democràtica Alemanya i tenia la tasca d'informar els seus serveis d'intel·ligència sobre el Partit Socialdemòcrata d'Alemanya.

## Història
En 1956 Günter Guillaume va arribar a Alemanya Occidental com a refugiat de la RDA. L'any 1970 va començar a treballar en la Cancelleria Federal i des de 1972 va ser responsable d'organitzar les cites de Willy Brandt i portar la seua correspondència amb organitzacions i membres del Partit Socialdemòcrata d'Alemanya.
Günter Guillaume coneixia tots els secrets del Govern federal de Bonn, que havia posat en marxa l'Ostpolitik, una nova orientació política d'apropament cap a Moscou, Varsòvia, Berlín Oriental i Praga. Així, molts dels canvis en el Govern federal o en l'alta administració eren comunicats a l'Stasi fins i tot abans de la confirmació oficial a Alemanya Occidental. D'aquesta manera, l'Stasi va poder enviar anticipadament els seus agents a nous objectius de la RFA.
El 25 d'abril de 1974 es va donar a conéixer que s'havia detingut a un empleat de Willy Brandt. El 6 de maig de 1974 Brandt va presentar la seua dimissió. L'afer Guillaume és considerat generalment com a un mer desencadenant de la dimissió de Brandt, no com una causa fonamental. El canciller estava esquitxat, entre altres problemes, per un escàndol d'adulteri, depressió i alcoholisme, així com les conseqüències de la crisi del petroli del 1973. Segons va declarar el mateix Brandt més tard amb relació a la seua dimissió: "Estava esgotat, per raons que no tenien res a vore amb el procés que s'estava portant a terme en aquells moments".